# Jean Callies
Pour les articles homonymes, voir Jean Callies (homonymie) et Callies.
Jean Callies, né le 7 août 1896 au Relecq-Kerhuon (Finistère) et mort le 23 mars 1986 aux Issambres (Var), est un général d'armée français, grand-croix de la Légion d'honneur et médaillé militaire.
Il s'illustre brillamment lors de la Première Guerre mondiale au cours de laquelle, spécialisé dans l’organisation de coups de main, il est fait chevalier de la Légion d'honneur à 21 ans et cité neuf fois. Il combat ensuite à l'armée du Levant et au Maroc. Puis, durant la Seconde Guerre Mondiale, il commande en 1943-1944 l'infanterie divisionnaire (constituée de trois régiments de tirailleurs marocains) de la 2e division d'infanterie marocaine (2e DIM) du corps expéditionnaire français en Italie (CEF) du général Juin. Sa division, « le bélier du CEF », joue un rôle très important dans la rupture de la ligne Gustav en mai 1944 lors de la bataille de Monte Cassino.
Il donne son nom à la promotion 1989 de Saint-Cyr.

## Biographie

### Famille
Jean Callies est issu d'une famille de tradition militaire. Sa famille paternelle est originaire d'Annecy en Haute-Savoie et sa famille maternelle de Bretagne. Il est le fils d'Alexis Callies, officier d'artillerie puis homme politique, né à Annecy en 1870, et de Louise Amiot, née à Brest en 1873.
Il se marie avec Hélène Caillot (1904-1991) en avril 1931 à Paris avec qui il a six enfants.

### Formation
Après avoir étudié au lycée Alphonse-Daudet de Nîmes, il intègre Saint-Cyr en 1914 dans la promotion de la Grande Revanche avec son cousin Jacques Callies.

### Première Guerre mondiale
Durant la Première Guerre mondiale, il est officier d'infanterie. D'abord au 40e RI, puis au 7e BCP dans le peloton des Saint-Cyriens, il est promu en décembre 1914 sous-lieutenant au 58e RI, et rejoint le front, en janvier 1915, au 341e régiment d'infanterie.
Le 24 juin 1916, il est promu lieutenant à titre temporaire puis, le 29 juin, il est blessé par un éclat d’obus à la main droite au cours des combats au Mort-Homme. Il  est cité à l’ordre de l'armée le 6 août pour sa conduite : « Lieutenant au 341e régiment d'infanterie. Jeune officier (Saint-Cyr 1914) d’une crânerie et d’un sang-froid remarquables. A le feu sacré. Le 25 juin 1916 au Mort-Homme, avec deux grenadiers a nettoyé un élément de tranchée dans lequel l’ennemi venait de prendre pied. Blessé à la main, est resté à la tête de sa section dont il a, par son exemple, maintenu le moral intact sous un bombardement intense de cinq jours et de cinq nuits, infligeant à l’ennemi des pertes sanglantes par des luttes incessantes à la grenade combattant en personne en premier rang ; sur le front depuis le début. ».
Il est fait chevalier de la Légion d'honneur le 20 février 1917, cité en ces termes « Jeune officier d’une bravoure admirable, d’un sang-froid et d’un jugement remarquable. Le 8 février 1917, a parfaitement organisé et brillamment exécuté un coup de main audacieux ; à la tête d’un groupe de volontaires a pénétré dans une tranchée allemande, mis en fuite une partie des défenseurs et capturé douze prisonniers. N’a personnellement quitté la tranchée qu’après s’être assuré en la parcourant qu’il ne laissait aucun de ses hommes entre les mains de l’ennemi. Déjà trois fois cité à l’ordre » et promu capitaine à titre temporaire en mai 1917. Il est de nouveau cité deux fois à l'ordre de l'armée en mai et juillet 1917.
En août 1918, il rejoint le 113e RI. Il devient vite réputé pour les coups de main violents, audacieux et efficaces qu'il organise. Le 27 octobre 1918, il est cité à l’ordre  de l'armée à la suite d'un nouveau coup de main effectué à la tête de sa compagnie d'assaut : « Jeune capitaine dont la tenue au feu, la bravoure sont au-dessus de tout éloge. Le 15 octobre 1918, commandant une compagnie d'assaut, a réduit un à un plusieurs nids de résistance qui s’opposaient à la marche du bataillon, nettoyé plusieurs abris bétonnés et sous un barrage intense, a conquis maison par maison un village, faisant 120 prisonniers dont un chef de bataillon, s’emparant de sept mitrailleuses et de plus de trente mitraillettes. ».
Il ressort de la guerre chevalier de la Légion d'Honneur avec neuf citations et, après son retour sur les bancs de Saint-Cyr pour y achever sa formation théorique, il est nommé capitaine à titre définitif en mars 1919. 
Véritable « capitaine Conan », fort de son expérience, il publiera par la suite « L'art de faire des prisonniers de guerre ».

### Armée du Levant (1920-1921)
Il rejoint le 19e régiment de tirailleurs algériens (19e RTA) à l'armée du Levant en janvier 1920 et participe à la campagne de Cilicie. Il se distingue au siège d’Aïn-Tab. Au total il obtient 5 nouvelles citations.
Le 16 juin 1920, il est promu officier de la Légion d'honneur.

### École supérieure de guerre (1922-1924)
Il rejoint ensuite le 33e RTA, stationné en Allemagne, en janvier 1922 puis est admis à l’École supérieure de guerre (ESG) en mai 1922, avec le capitaine Charles de Gaulle.

### Pacification du Maroc (1924-1927 et 1933-1935)
Il part au Maroc fin 1924 pour la campagne du Rif. 
Il rentre en France en mars 1927 puis, après s'être marié à Paris en 1931, repart au Maroc en janvier 1933. En juin 1933, promu chef de bataillon, il  est affecté au 7e RTM et se distingue dans la pacification de l'Atlas. Il est cité 4 fois au cours de la période.

### Professeur à l'ESG (1935-1939)
De retour en France, il devient en juillet 1935 professeur stagiaire de tactique générale à École supérieure de guerre.
Le 20 décembre 1935, il est promu commandeur de la Légion d'honneur.

### Seconde Guerre mondiale

#### Campagne de France (1939-1940)
En septembre 1939, il est à l'état-major de la 20e DI et est promu lieutenant-colonel en mars 1940. Le mois suivant il est nommé chef du 3e bureau de l’état-major du groupe d’armées n°4.

#### Armée d'armistice
Après l'armistice de juin 1940, il rejoint la 7e région militaire, puis en août l'état-major de la 6e DI, et de nouveau le 7e RTM en octobre. En 1940, il rejoint ainsi de nouveau le Maroc, puis prend en janvier 1941 la tête du 8e régiment de Tirailleurs Marocains qu'il recrée. Il se distingue encore durant ses commandements successifs et permet au 8e régiment de Tirailleurs Marocains de jouir d'une grande réputation. Promu colonel en juin 1942, il est affecté en septembre au 64e RAA pour un mois.

#### École militaire de Cherchell
Fin 1942, il devient le premier commandant des centres d’instruction de Cherchell et de Médiouna.

#### Campagne d'Italie et de la Libération (1943-1945)
En août 1943, il est nommé en commandant par intérim de l'infanterie divisionnaire (4e RTM, 5e RTM, 8e RTM) de la 2e division d'Infanterie Marocaine. Cette division du corps expéditionnaire français du général Juin est la première à débarquer en Italie en novembre 1943. Elle se distingue au cours des offensives de décembre 1943 et janvier 1944 sur le front des Apennins. Jean Callies est cité à l’ordre de l’armée le 19 mars 1944 dans les termes suivants « Commandant l’infanterie de la 2e division d’infanterie marocaine, s’est montré au cours des opérations offensives de décembre 1943 et janvier 1944, un chef plein d'expérience, dirigeant et animant à l’avant le combat de ses régiments, donnant à tous un magnifique exemple de courage et de mépris du danger. ». Elle se révèle ensuite capitale pendant la bataille du Garigliano en mai 1944, au cours de laquelle les trois régiments de tirailleurs marocains s'emparent du Mont-Majo et enfoncent la ligne Gustave. 
Promu général de brigade en juin 1944, il quitte la 2e DIM en juillet.
En octobre 1944, il est nommé commandant militaire de la frontière des Pyrénées.
En février 1945, il prend brièvement la tête de la 1re Division d'Infanterie en Allemagne.
Il est élevé à la dignité de grand officier de la Légion d'honneur le 7 novembre 1945, cité en ces termes : « A manifesté à la tête de l’infanterie divisionnaire d'une division marocaine, au cours des combats de mai et juin 1944 des qualités militaires hors de pair, coordonnant pendant l’attaque de rupture [de la ligne Gustave] l’action des régiments engagés, faisant preuve pendant l'exploitation du succès, d’un sens avisé du terrain. A exercé par la suite, avec la plus grande distinction, tous les commandements qui lui ont été confiés. » puis promu général de division le 25 décembre.

### Après-guerre
Le 30 janvier 1946, il crée et commande l'École d'application de l'infanterie à Auvours.
En janvier 1948, il commande en Allemagne la zone nord des TOA (gouverneur militaire de la Sarre) et la 3e DI  et devient même provisoirement CSTOA en mars.
En avril 1950, il dirige ensuite la 10e région militaire d'Alger, et devient général de corps d’armée en décembre. 
De 1951 à 1955, il est également membre du conseil supérieur de la guerre.
Le 5 novembre 1953, il est élevé à la dignité de grand croix de la Légion d'honneur.
En septembre 1954, il est élevé aux rang et appellation de général d'armée et finit sa carrière comme inspecteur des Forces terrestres, maritimes et aériennes d'Afrique du Nord, en remplacement du général Augustin Guillaume en août 1954. 
Entre 1955 et 1957 il est membre du Conseil supérieur des forces armées.
Il quitte l'armée en 1957 en recevant la médaille militaire des mains du maréchal Juin.

« La médaille militaire est sans conteste possible la plus belle décoration française. Elle est faite pour récompenser les services rendus à la Patrie toute entière et non à certaines catégories, les services les plus désintéressés, les plus dangereux, une vie entière consacrée à l'Armée, des campagnes de guerre, des faits d'armes, des blessures, souvent la mort pour la défense ou le service de la France. Elle ne comporte ni degrés, ni grades. Elle est unique et totale, en effet, ce qui est le plus beau et le plus admirable, c'est qu'elle est la décoration du soldat et du sous-officier, qu'aucun officier ne peut recevoir, quels que soient ses mérites, mais qu'elle est en même temps, la récompense suprême des généraux en chef. Elle unit ainsi le plus humble et le plus élevé de la hiérarchie militaire, mais surtout le plus élevé au plus humble, que le premier reconnaît ainsi comme souvent le plus méritant. Ceci est unique et lui confère une valeur absolument exceptionnelle. »

— Lettre de Jean Callies à propos de la Médaille militaire
 En janvier 1961, il déclare être contre l'indépendance de l'Algérie et est rappelé à l'ordre par le ministre Pierre Messmer.

### Grades
Grades et dates de promotion :
- 1914 : Aspirant
- Décembre 1914 : sous-lieutenant
- Juin 1916 : lieutenant à titre temporaire
- Décembre 1916 : lieutenant à titre définitif
- Mai 1917 : capitaine à titre temporaire
- Mars 1919 : capitaine à titre définitif
- Juin 1933 : commandant
- Mars 1940 : lieutenant-colonel
- Juin 1942 : colonel
- Juin 1944 : général de brigade
- Décembre 1945 : général de division
- Décembre 1950 : général de corps d'armée
- Septembre 1954 : général d'armée

## Distinctions et hommages

### Distinctions françaises
- Médaille Militaire comme « Commandant en chef » (1957)[6],[10]
- Grand Croix de la Légion d’Honneur (5 novembre 1953)
  - Grand officier (1945)
  - Commandeur (1935)
  - Officier (1920)
  - Chevalier (1917)
- Croix de guerre 1914-1918 (9 citations)
- Croix de guerre 1939-1945 (3 citations)
- Croix de Guerre T.O.E. (9 citations)

### Distinctions étrangères
- Grand Officier du Nichan Iftikar
- Grand Officier du Ouissam Alaouite
- Chevalier de l'Étoile de Roumanie
- Médaille de guerre de la République du Brésil

### Autres hommages
- Il donne son nom à la 173e promotion de Saint-Cyr (1989) : "Promotion Général Jean Callies"
- Une avenue de la ville de Fréjus porte son nom : "Avenue du Général d'armée Jean Callies" (route nationale DN7)

### Citations
Il est titulaire d'un total de 21 citations, dont 16 à l'ordre de l'Armée.

## Publications
- L'Art de faire des prisonniers : étude sur le coup de main et la patrouille, Paris, Berger-Levrault, 1940, 135 p. (OCLC 491140294)
- Instruction et combat d'infanterie, 1947
- Instruction sur les déplacements, la circulation et la manœuvre d'une division d'infanterie motorisée, Auvours, 1947 (OCLC 494799262)

## Sources biographiques
- Michel Wattel et Béatrice Wattel (préf. André Damien), Les Grand’Croix de la Légion d’honneur : De 1805 à nos jours, titulaires français et étrangers, Paris, Archives et Culture, 2009, 701 p. (ISBN 978-2-35077-135-9).
- François de Lannoy et Max Schiavon, Les généraux français de la Victoire 1942-1945, Paris, E-T-A-I, 2016, 192 p. (ISBN 979-1028301484).
- Vincent Dupont, De la Belle Epoque au putsch d'Alger, évolution politico-militaire d'une génération d'officiers français : Thèse d'histoire contemporaine, vol. 1, Université de Picardie Jules Vernes, 10 janvier 2018, 985 p. (lire en ligne), p. 789-790
- Jean Joubert (préf. Général Weygand, ill. J. Ferrand), Récits de Guerre 1914-1918, Paris, Librairie de l’Arc, 1935, 188 p. (prix Sobrier-Arnould 1937)
- Dossier au Service Historique de la Défense : cote 14 YD 1318.